# Всеобщие выборы в Коста-Рике (2014)
Всеобщие выборы в Коста-Рике проходили 2 февраля и 6 апреля (2-й тур президентских выборов) 2014 года. На них избирались президент Коста-Рики, два вице-президента и 57 депутатов Законодательного собрания Коста-Рики. Голосование в стране являлось обязательным.
Президент Коста-Рики Лаура Чинчилья не могла баллотироваться на второй срок согласно статье 123 Конституции Коста-Рики.
Во втором туре президентских выборов с большим отрывом победил кандидат от Партии гражданского действия Луис Гильермо Солис.
По итогам выборов правительственную коалицию в парламенте сформировали левые Партия гражданского действия и Широкий фронт с Партией социал-христианского единства.

## Президентские выборы

### Кандидаты
Правящая Партия национального освобождения выдвинула мэра Сан-Хосе Джонни Арайя Монхе. Либертарианское движение выдвинула в кандидаты в президенты бывшего депутата парламента Отто Гевара. Левый Широкий фронт номинировал Хосе Мария Виллалта.
Опросы общественного мнения в декабре 2013 года показывали, что Арайя поддерживали 37 % избирателей, Виллалта — 32 %, а Гевара — 15 %. Таким образом, ни у одного кандидата не было абсолютного большинства и, таким образом, предполагали необходимость 2-го тура президентских выборов.

### Результаты
| Кандидат                           | Партия                               | 1-й тур   | 1-й тур | 2-й тур   | 2-й тур |
| Кандидат                           | Партия                               | Голоса    | %       | Голоса    | %       |
| ---------------------------------- | ------------------------------------ | --------- | ------- | --------- | ------- |
| Луис Гильермо Солис                | Партия гражданского действия         | 629 866   | 30,64   | 1 300 434 | 77,85   |
| Джонни Арайя Монхе                 | Партия национального освобождения    | 610 634   | 29,71   | 369 938   | 22,15   |
| Хосе Мария Вильяльта               | Широкий фронт                        | 354 479   | 17,25   |           |         |
| Отто Гевара                        | Либертарианское движение             | 233 064   | 11,34   |           |         |
| Родольфо Писа Рокафорт             | Партия социал-христианского единства | 123 653   | 6,02    |           |         |
| Хосе Мигель Корралес Боланьос      | Новое Отечество                      | 30 816    | 1,50    |           |         |
| Прочие                             | —                                    | 57 304    | 3,66    |           |         |
| Всего действительных бюллетеней    | Всего действительных бюллетеней      | 1 570 896 | 100,00  | 1 689 171 | 100,00  |
| Недействительные/пустые бюллетеней | Недействительные/пустые бюллетеней   | 31 628    |         | 23 508    | 1,37    |
| Всего                              | Всего                                | 3 051 386 | 100,00  |           |         |
| Проголосовавших избирателей/Явка   | Проголосовавших избирателей/Явка     | 1 602 524 | 68,25   |           | 56,63   |
| Источник: Elecciones 2014          |                                      |           |         |           |         |

Центральная избирательная комиссия в Сан-Хосе сообщила о подсчете подавляющего большинства голосов, по результатам которых, кандидат от партии гражданского действия Луис Гильермо Солис уверенно выиграл второй тур президентских выборов. Солис стал единственным кандидатом на победу во втором туре, так как кандидат от Партии национального освобождения Джонни Арайя Монге прекратил кампанию в марте, когда Солис уже лидировал по соцопросам со значительным отрывом.

## Парламентские выборы
| Партия                                                              | Голоса    | %     | Мест | +/–   |
| ------------------------------------------------------------------- | --------- | ----- | ---- | ----- |
| Партия национального освобождения                                   | 432 772   | 25,54 | 18   | ▼6    |
| Партия гражданского действия                                        | 403 845   | 23,84 | 13   | ▲2    |
| Широкий фронт                                                       | 221 780   | 13,09 | 9    | ▲8    |
| Партия социал-христианского единства                                | 169 675   | 10,01 | 8    | ▲2    |
| Либертарианское движение                                            | 134 235   | 7,92  | 4    | ▼5    |
| Партия национального возрождения                                    | 69 712    | 4,11  | 1    | ▬     |
| Коста-Риканская партия обновления                                   | 67 315    | 3,97  | 2    | ▲1    |
| Доступ без исключения                                               | 66 953    | 3,95  | 1    | ▼3    |
| Новое Отечество                                                     | 35 019    | 2,07  | 0    | новая |
| Новое Поколение                                                     | 21 113    | 1,25  | 0    | новая |
| Христианско-демократический альянс                                  | 19 547    | 1,15  | 1    | новая |
| Партия национального продвижения                                    | 14 932    | 0,88  | 0    | новая |
| Рабочая партия                                                      | 10 723    | 0,63  | 0    | новая |
| Национальная интеграционная партия                                  | 10 020    | 0,59  | 0    | ▬     |
| Партия Transportistas                                               | 5000      | 0,30  | 0    | новая |
| Патриотический альянс                                               | 4085      | 0,24  | 0    | ▬     |
| Viva Puntarenas                                                     | 3427      | 0,20  | 0    | новая |
| Зелёные                                                             | 1771      | 0,10  | 0    | новая |
| Отечество, равенство и демократия                                   | 1036      | 0,06  | 0    | новая |
| Отечество, равенство и демократия Пунтаренас                        | 968       | 0,06  | 0    | новая |
| Новая социалистическая партия                                       | 282       | 0,02  | 0    | новая |
| Недействительные/пустые бюллетеней                                  | 38 424    | –     | –    | –     |
| Всего                                                               | 1 734 047 | 100   | 57   | 0     |
| Проголосовавших избирателей/Явка                                    | 3 065 667 | 56,56 | –    | –     |
| Источник: TSE Архивная копия от 14 сентября 2015 на Wayback Machine |           |       |      |       |